# Ben Toolis
Benjamin Toolis (Brisbane, 31 marzo 1992) è un rugbista a 15 australiano, internazionale per la Scozia, che gioca come seconda linea nell'Edimburgo.

## Biografia
Nato a Brisbane, in Australia, Toolis praticò a livello giovanile la pallavolo giocando nelle selezioni under-18 e under-20 dell'Australia, alternando questo sport al rugby a 15.
Nell'agosto 2013 Ben Toolis, insieme al fratello gemello Alex, anche lui rugbista attivo nel ruolo di seconda linea, approdò in Scozia unendosi all'Edimburgo. Ceduto in prestito al London Irish, tornò poi al suo club per concludere la stagione. A partire dall'annata successiva cominciò a giocare più stabilmente con l'Edimburgo e nel febbraio 2015 debuttò con la Scozia affrontando a Murrayfield l'Italia, nell'ambito del Sei Nazioni. Ciò fu reso possibile grazie alle origini scozzesi della madre Linda, nata nel Lanarkshire. Fu convocato pure per disputare la Coppa del Mondo di rugby 2019.